# Erwin Rutte
Erwin Rutte (* 14. Februar 1923 in Medonost, Königreich Böhmen; † 10. Januar 2007) war ein deutscher Geologe und Paläontologe, der sich vor allem mit der Regionalgeologie von Bayern befasste.

## Leben
Rutte wurde 1949 an der Universität Freiburg im Breisgau promoviert (Über Jungtertiär und Altdiluvium im Oberrheingebiet und den fossilen Karst der südbadischen Vorbergzone) und war dort Privatdozent. Er wechselte 1953 nach Würzburg, zunächst als Privatdozent, 1959 als außerplanmäßiger Professor, 1970 als außerordentlicher Professor und 1972 als ordentlicher Professor für Geologie und Paläontologie an der Universität Würzburg. 1988 ging er in den Ruhestand.
1987 kritisierte Rutte das Gutachten zum Bau der atomaren Wiederaufarbeitungsanlage Wackersdorf (WAA) in der Oberpfalz, das von der Bayerischen Staatsregierung und der Deutschen Gesellschaft zur Wiederaufarbeitung von Kernbrennstoffen (DWK) in Auftrag gegeben wurde. Er hatte den Eindruck, dass im Gutachten bewusst gefälscht wurde, „Darstellungen verbogen und ganz wichtige geologische Fragen überhaupt nicht behandelt“ wurden.
Er ist auch durch Hypothesen und Forschungen zum Ries-Ereignis bekannt. Beispielsweise ordnete er neue Sekundär-Einschlagskrater zu und beschrieb das Gestein Alemonit (zum Beispiel aus dem Altmühltal) 1971 als Impaktit des Ries-Ereignisses.
Als Paläontologe befasste er sich mit Wirbeltier-Paläontologie vor allem des Pleistozän. Insbesondere untersuchte er Säugetier-Fossilfunde in Talaufschüttungen des Altpleistozän am Main (Mittelmaincromer), in der sich auch Hinweise auf das Wirken des Homo heidelbergensis fanden, so am Schalksberg in Würzburg, wo 1966 bis 1976 unter Leitung von Rutte ausgegraben wurde (die Universitäts-Nervenklinik baute dort neu). 1984 bis 1986 grub er in Untermaßfeld aus, wo sich Fischfauna des Pleistozän aus der Ur-Werra fand.

## Schriften
- Einführung in die Geologie von Unterfranken. Würzburg 1957
- Hundert Hinweise zur Geologie der Rhön. Schriften des Naturwissenschaftlichen Vereins Würzburg, München 1974
- Bayerns Erdgeschichte. Der geologische Führer durch Bayern. Ehrenwirth, 1981
- Rhein, Main, Donau: wie – wann – warum sie wurden; eine geologische Geschichte. Thorbecke, Sigmaringen 1987
- mit Norbert Wilczewski: Mainfranken und Rhön. Sammlung Geologischer Führer, Band 74, 3. überarbeitete Auflage, Borntraeger, Berlin und Stuttgart 1995
- Es rauscht in den Schachtelhalmen. Leben und Tod bayrischer Saurier. Verlag wek, Treuchtlingen 1997
- Land der neuen Steine – Meteoriteneinschläge in Mittel- und Ostbayern, Universitätsverlag Regensburg, Regensburg 2003